# Шорохов, Михаил Степанович
Михаил Степанович Шорохов (24 ноября 1920 — 20 мая 1995) — русский советский художник. Жил в городе Курске. Член Союза художников СССР (1962). Председатель правления Курской организации Союза художников СССР (1968—1970). Фронтовик Великой Отечественной войны.
Был самым близким другом курского писателя Евгения Носова, знал многих местных писателей, под своим именем выведен в ряде рассказов.

## Биография
Родился 24 ноября 1920 года в д. Шумское Золотухинского района Курской области. Окончил Дмитриевскую основную школу.
Участник Великой Отечественной войны. Сам свой фронтовой путь описывал коротко: «Сначала я отступал, а потом наступал».
На фронте с 1941 года. В начале войны, будучи комсомольцем, был назначен старшим над колхозным отрядом по рытью окопов под Фатежом. В РККА с сентября 1941 года — на Воронежском фронте, был направлен на ускоренные курсы артиллеристов, член ВКП(б) с августа 1942 года. С октября 1942 года по октябрь 1943 года воевал на Волховском фронте, где на Синявинских высотах под Ленинградом был командиром батареи. Затем — на 1-м и 2-м Украинских фронтах, участвовал в форсировании Днепра.
На начало 1945 года — лейтенант, начальник разведки 4-го дивизиона 164-й отдельной гаубичной артиллерийской бригады большой мощности 6-й армии 1-го Украинского фронта.
8 февраля 1945 года, на заключительном этапе Висло-Одерской операции, при проведении разведки у села Юртш в двух километрах от реки Одер, был ранен очередью из крупноколиберного пулемета, стрелял в него совсем ещё мальчишка из «Гитлерюгенд», лицо которого Шорохов навсегда запомнил. Был представлен к ордену Боевого Красного Знамени:

На плацдарме за р. Одер 8.2.1945 под артиллерийским огнём противника, возглавляя группу разведчиков в кол. 11 человек, пошёл в разведку в д. Юртш. Встретив сопротивление оставшейся группы автоматчиков противника, зашёл к ним в тыл и принял бой. В короткой схватке были уничтожены 2 пулемётные точки и автоматчики противника; чем обеспечено продвижение нашей пехоты. Во время схватки л-т Шорохов был тяжело ранен.— из Наградного листа за подписью командира 4-го дивизиона 164-й габр БМ капитана Степанова, 28 февраля 1945 года
День Победы встретил в госпитале. Награждён двумя Орденами Отечественной войны I степени (1945, 1985), медалями.

### После войны
После войны окончил Харьковское художественное училище (1955), затем Харьковский художественный институт (1960).
Жил и работал в Курске. Преподавал на Художественно-графическом факультете Курского государственного университета.
В 1962 году принят в члены Союза художников СССР.
В 1968—1970 годах — председатель правления Курской организации Союза художников СССР.
Умер в 1995 году в Курске, похоронен на Северном кладбище.

## Творчество
Живописец. Член Союза художников СССР (1962). Награждён дипломом Союза Художников СССР.
Был участником всесоюзных, республиканских, зональных, зарубежных (Венгрия, Куба) выставок, в том числе персональных (1980, 1995 — посмертно).
Основная тема в творчестве — тема войны. Автор произведений «Земля курская» (1968), «От старого мира» (1967—1969), «Под Понырями» (1973), «На Северном фасе Курской дуги» (1973). Осенью 1981 года посетил места где участвовал в боях и написал пейзаж «Речка Назия. На бывшей передовой».
Произведения художника находятся в Курской государственной картинной галерее им. А. А. Дейнеки, Курском областном краеведческом музее, в Поныровском историко-мемориальном музее Курской битвы встречают посетителей полотна «Бой артиллеристов под Понырями», «Под Понырями».
Другое направление работ художника — портреты земляков-курян, из которых наиболее известны портреты В. Солодухина (1980), Е. Носова (1984) и др.

Хочется добавить, что Михаил Степанович Шорохов нарисовал портреты всех наших писателей из окружения Сальникова и Носова, и почти все они удались. Особенно портреты Володи Деткова и Толи Трофимова. Портрет А. Трофимова был последней работой Михаила Степановича. Он писал его уже больным, урывками, то и дело укладываясь отдохнуть за ширмой на лежанку. Свой портрет я считаю удавшимся, хотя абсолютного сходства нет, да и сижу я на полотне как Савва Морозов.— курский поэт Юрий Першин

## Дружба с писателем Евгением Носовым
Был близким другом курского писателя Евгения Ивановича Носова.

Пожалуй, самым близким по духу человеком был для Евгения Ивановича художник Михаил Степанович Шорохов. Как здорово было видеть их обоих в его художественной мастерской после зимней рыбалки, когда, раскрасневшиеся от мороза, ещё в тёплых валенках, они начинали мастерить уху.
Познакомились они уже после войны — вместе выступали перед учащимися в школе, но, у них нашлось много общего, так, по совпадению, в войну они оба были ранены в один день — 8 февраля 1945 года, только Носов под Кенигсбергом, а Шорохов под Бреслау.
Является действующим лицом в очерке писателя «На дальней станции сойду», ему посвящён рассказ «Последний Полонез», а в воспоминаниях писателя описана их первая встреча.
Также, незадолго до смерти, в 1994 году, познакомился с курским писателем Борисом Агеевым — они лежали в одной палате, и Агеев написал о нём рассказ «Смерть художника».